# Isla El Carrizal
Isla El Carrizal är en ö i Mexiko. Den ligger i delstaten Tamaulipas, i den nordöstra delen av landet. Arean är 2,8 kvadratkilometer.